# Aquiraz
Aquiraz è un comune del Brasile nello Stato del Ceará, parte della mesoregione Metropolitana de Fortaleza e della microregione di Fortaleza.

## Luoghi d'interesse
Nei pressi della città si trova la Chiesa del Risorto, costruita nel 2013.